# Žárový vrch
Žárový vrch (historyczna nazwa niem. Brandberg) – szczyt (góra) o wysokości 1101 m n.p.m. (podawana jest też wysokość 1093 m n.p.m. , 1093,8 m n.p.m., 1094,0 m n.p.m.  lub 1098,5 m n.p.m. ), będący grupą skalną w paśmie górskim Wysokiego Jesionika (cz. Hrubý Jeseník), w północno-wschodnich Czechach, w Sudetach Wschodnich, na Śląsku, w obrębie gminy Ludvíkov, oddalony o około 6,4 km na północny wschód od szczytu góry Pradziad (cz. Praděd). Na skalisku szczytowym znajduje się punkt widokowy. Góra położona jest w Obszarze Chronionego Krajobrazu Jesioniki (cz. Chráněná krajinná oblast (CHKO) Jeseníky), a ponadto na części stoku zachodniego utworzono dodatkowo rezerwat przyrody Jelení bučina. Rozległość góry (powierzchnia stoków) szacowana jest na około 7,3 km², a średnie nachylenie wszystkich stoków wynosi około 12°.

## Charakterystyka

### Lokalizacja

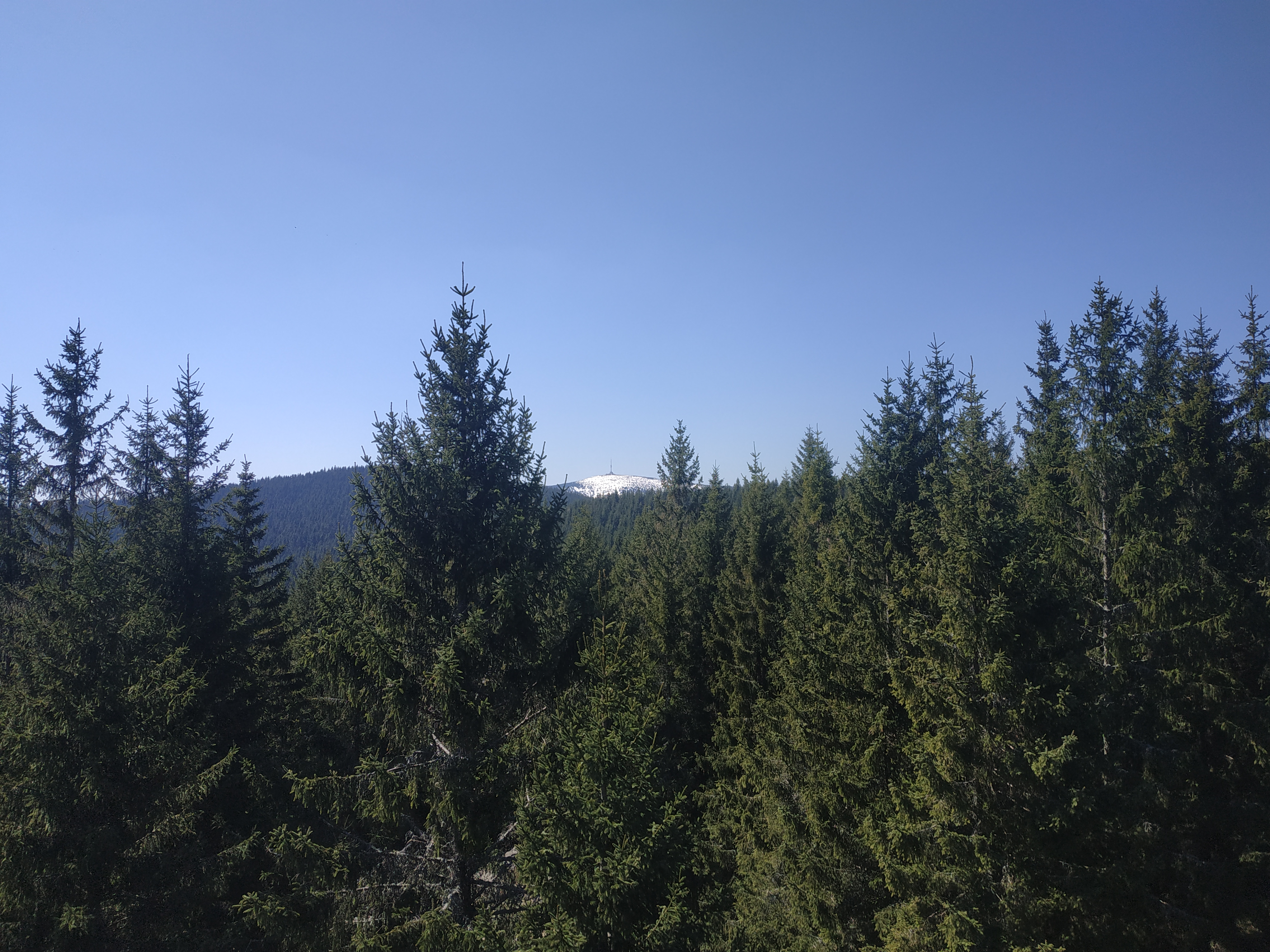
Widok ze skalisk szczytowych góry Plošina w kierunku szczytów gór Žárový vrch i Pradziad (2020 rok)

Góra Žárový vrch położona jest nieco na wschód od centrum całego pasma Wysokiego Jesionika, leżąca w części Wysokiego Jesionika, w centralnym obszarze (mikroregionu) o nazwie Masyw Orlíka (cz. Medvědská hornatina) na ramieniu bocznym, ciągnącym się od przełęczy Kóta do góry Zámecká hora. Žárový vrch jest górą trudno rozpoznawalną i niezbyt charakterystyczną, położoną w masywie trzech gór: Lyra – Žárový vrch – Plošina, mających wysokości powyżej 1000 m n.p.m.. Jest jednocześnie jednym z wyższych szczytów tego grzbietu, położonym około 3,9 km na północ od miejscowości Karlova Studánka, pomiędzy przebiegającymi drogami: nr 451 Nové Heřminovy – Vidly oraz nr 445 Šternberk – Zlaté Hory. Jest szczytem widocznym m.in. z drogi okalającej połać szczytową góry Pradziad (szczyt widoczny na lewo od linii patrzenia na górę Vysoká hora, ale łatwo go pomylić z sąsiednim szczytem Lyra), a z innego charakterystycznego punktu widokowego – z drogi okalającej szczyt góry Dlouhé stráně jest niewidoczny, bo przysłonięty szczytem Velký Děd i górą Pradziad. Szczyt góry Žárový vrch jest natomiast dobrze widoczny m.in. ze skaliska szczytowego góry Lyra czy też z połaci szczytowej góry Sokol.
Górę ograniczają: od północnego zachodu dolina potoku Środkowa Opawa (cz. Střední Opava), od północnego wschodu przełęcz o wysokości 1003 m n.p.m. w kierunku szczytu Plošina, od wschodu i południowego wschodu krótki nienazwany dopływ potoku Biała Opawa (cz. Bílá Opava), potok Biała Opawa, dwie przełęcze: jedna o wysokości 756 m n.p.m. w kierunku szczytu Brantloch i druga o wysokości 835 m n.p.m. w kierunku szczytu Na vyhlídce (2), od południa dolina nienazwanego dopływu potoku Biała Opawa oraz od południowego zachodu przełęcz o wysokości 950 m n.p.m. w kierunku szczytu Lyra i dolina nienazwanego dopływu z tej przełęczy potoku Środkowa Opawa. W otoczeniu góry znajdują się następujące szczyty: od północnego zachodu Mrazový vrch, Zlatá stráň–JV i Zadní plošina, od północy Skály (1) i Jelení kameny, od północnego wschodu Plošina, od południowego wschodu Brantloch i Na vyhlídce (2), od południa Rolandův kámen oraz od południowego zachodu Lyra, Bučina i Nad kapličkou.

### Stoki

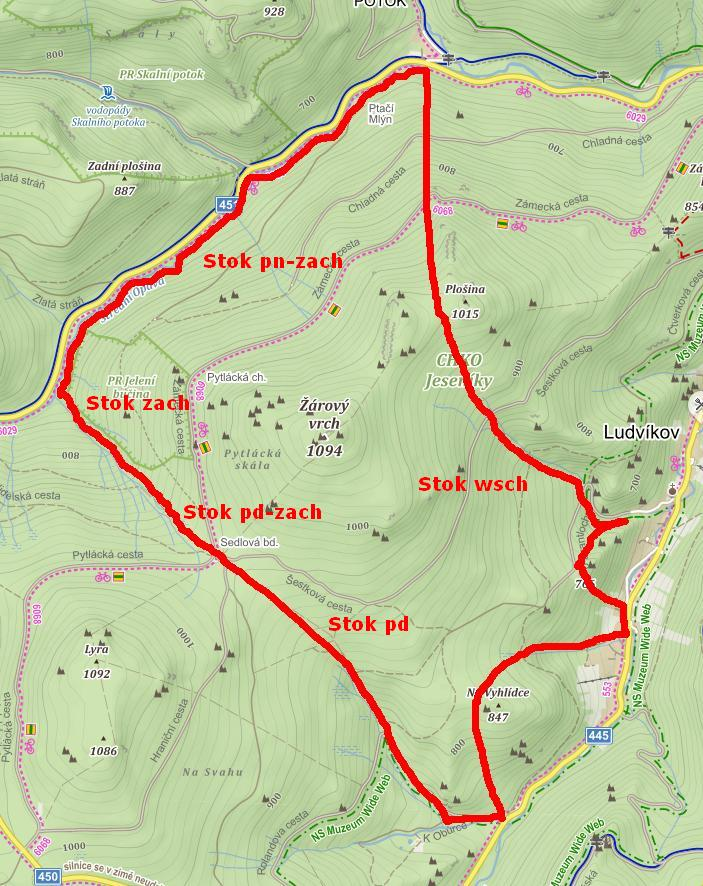
Mapa rozległości i położenia stoków góry Žárový vrch

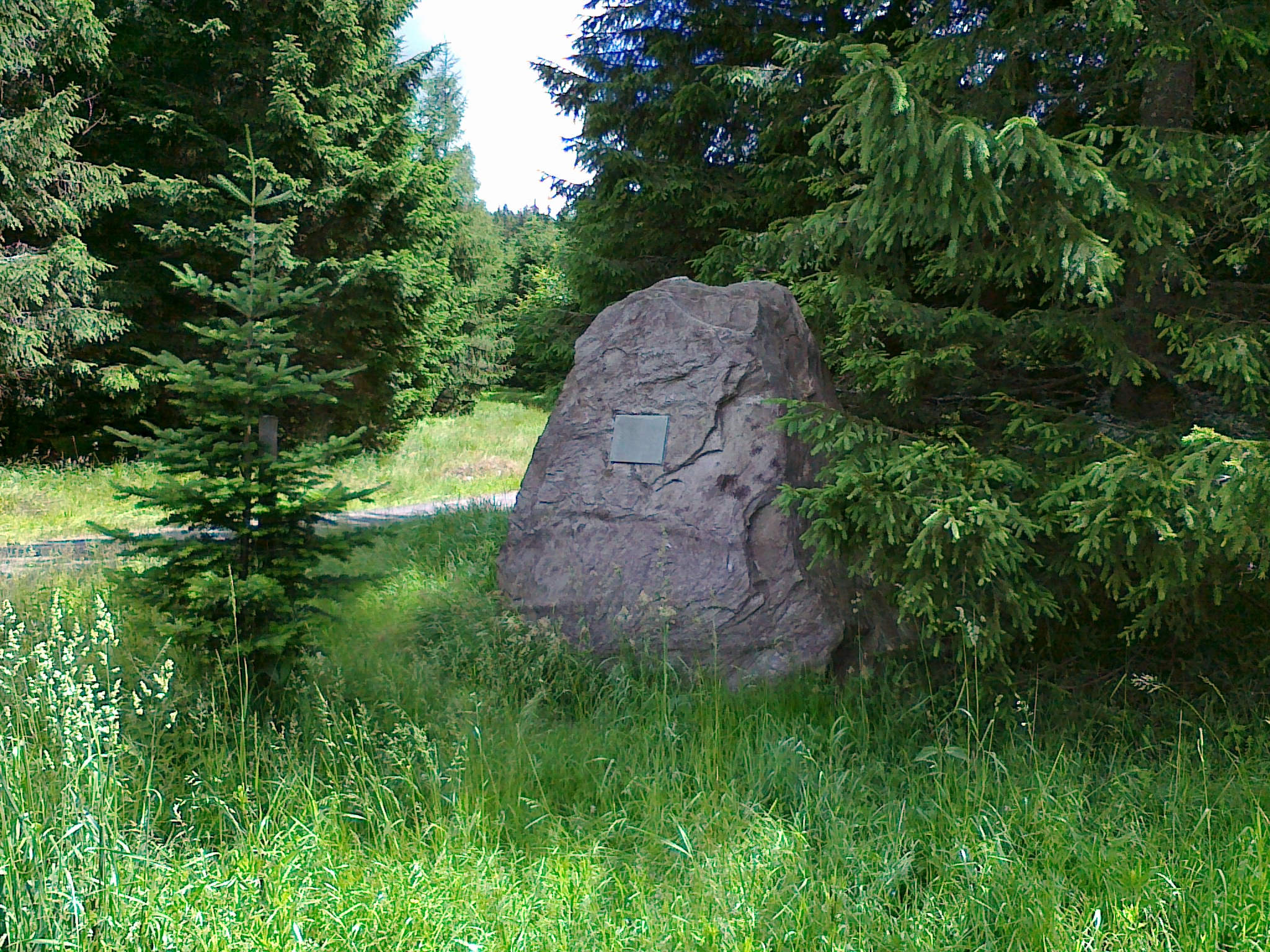
Głaz z tablicą pamiątkową na przełęczy pomiędzy szczytami Lyra i Žárový vrch (2016 rok)

W obrębie góry można wyróżnić pięć następujących zasadniczych stoków :
- wschodni, ciągnący się od szczytu głównego do przełęczy w kierunku szczytu Brantloch
- południowy, najdłuższy o długości około 2,5 km, ciągnący się od szczytu głównego do doliny nienazwanego potoku, będącego dopływem potoku Biała Opawa
- południowo-zachodni o nazwie Pytlácká skála, najkrótszy o długości około 950 m, ciągnący się od szczytu głównego do przełęczy w kierunku szczytu Lyra
- zachodni, ciągnący się od szczytu głównego do doliny potoku Środkowa Opawa (mniej więcej do najniższych partii rezerwatu przyrody Jelení bučina)
- północno-zachodni, ciągnący się od szczytu głównego do doliny potoku Środkowa Opawa (mniej więcej w okolicy ujścia nienazwanego potoku – dopływu potoku Środkowa Opawa; u podnóża tego stoku, w pobliżu miejsca o nazwie (cz. Ptačí Mlýn) znajduje się najniższy punkt góry, który ma wysokość około 627 m n.p.m.)

Występują tu wszystkie typy zalesienia: bór świerkowy, las mieszany oraz las liściasty, przy czym zdecydowanie dominuje zalesienie borem świerkowym. Stok południowo-zachodni pokryty jest przeważnie borem świerkowym, natomiast pozostałe stoki wraz z obniżaniem wysokości pokryte są poza borem świerkowym, również lasem mieszanym i lasem liściastym. Na niemalże wszystkich stokach występują polany, przecinki oraz nieznaczne ogołocenia. U podnóży stoków: wschodniego, w pobliżu drogi nr 445 oraz północno-zachodniego, w pobliżu drogi nr 451 przebiegają napowietrzne linie przesyłowe prądu o napięciu 22 kV. Góra najeżona jest licznymi pojedynczymi skaliskami i grupami skalnymi występującymi na niemalże wszystkich stokach (m.in. szczyty drugorzędne czy tzw. cz. Nedělní skála). Ponadto na stoku zachodnim na wysokościach (850–915) m n.p.m. występuje obszar pokryty głazowiskiem. 
Stoki mają stosunkowo jednolite, na ogół łagodne i mało zróżnicowane nachylenia. Średnie nachylenie stoków waha się bowiem od 8° (stok południowo-zachodni) do 16° (stok północno-zachodni). Średnie nachylenie wszystkich stoków góry (średnia ważona nachyleń stoków) wynosi około 12°. Maksymalne nachylenie stoku północno-zachodniego w pobliżu drogi o nazwie (cz. Chladná cesta) na odcinku 50 m nie przekracza 40°. Stoki pokryte są siecią licznych dróg (m.in. Chladná cesta, Čtverková cesta, Do Brantlochu, Šestková cesta, U Ptačího Mlýna czy Zámecká cesta) oraz na ogół nieoznakowanych ścieżek i duktów. Przemierzając je zaleca się korzystanie ze szczegółowych map, z uwagi na zawiłości ich przebiegu, zalesienie oraz zorientowanie w terenie. 
| Stoki góry Žárový vrch |                     |                 |                 |                    |
| Lp.                    | Stok                | Długość stoku m | Przewyższenie m | Średnie nachylenie |
| 1                      | Południowo-zachodni | 970             | 140             | 8°                 |
| 2                      | Południowy          | 2525            | 385             | 9°                 |
| 3                      | Północno-zachodni   | 1470            | 425             | 16°                |
| 4                      | Wschodni            | 2300            | 470             | 12°                |
| 5                      | Zachodni            | 1640            | 365             | 13°                |

U podnóża stoku południowo-zachodniego, przy przełęczy w kierunku szczytu Lyra, naprzeciwko chaty o nazwie Sedlová chata położony jest głaz, na którym umieszczono metalową tablicę pamiątkową z inskrypcją (obecnie napis jest słabo czytelny).

### Szczyt główny

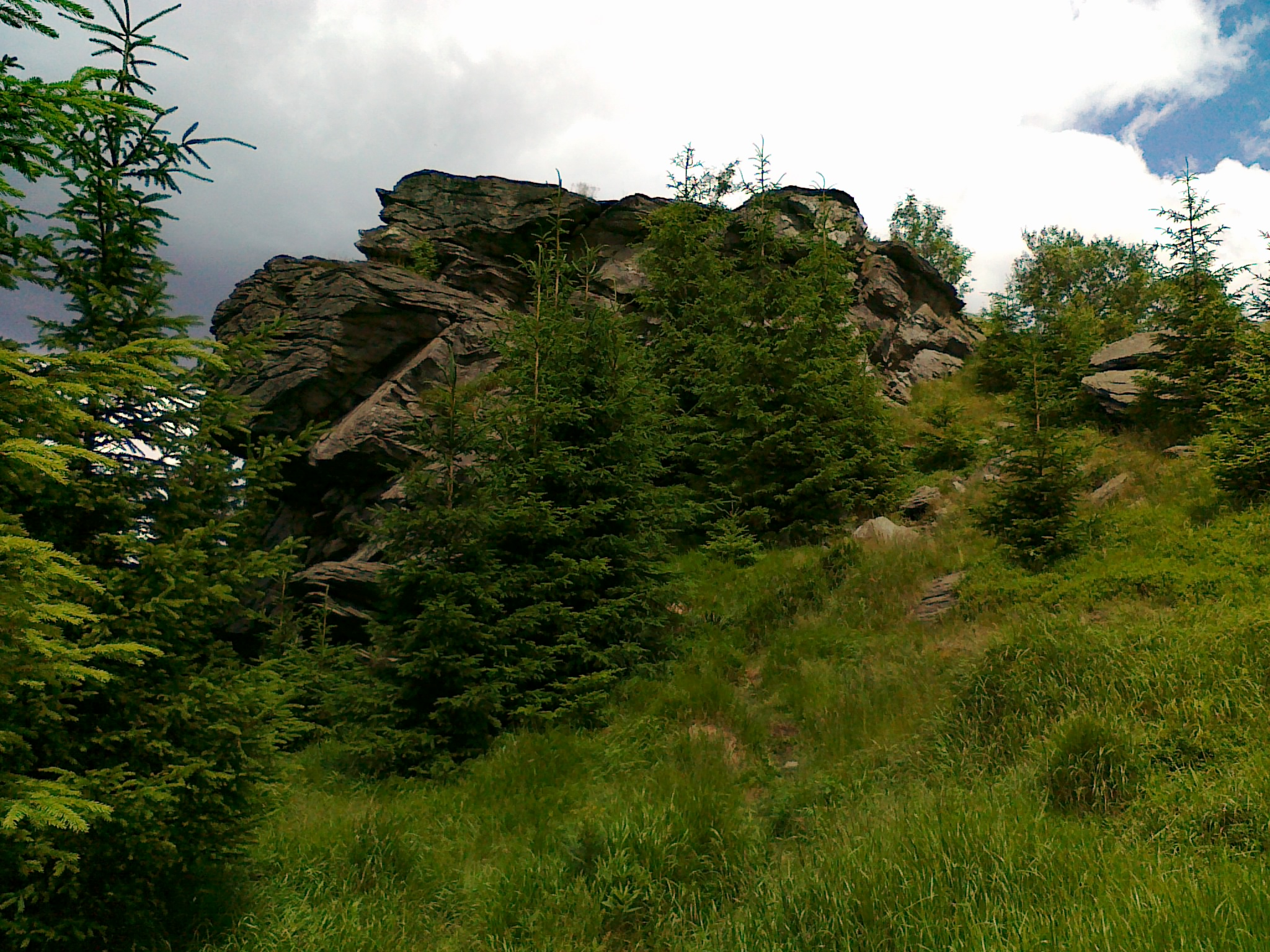
Szczytowe skalisko góry Žárový vrch (2016 rok)

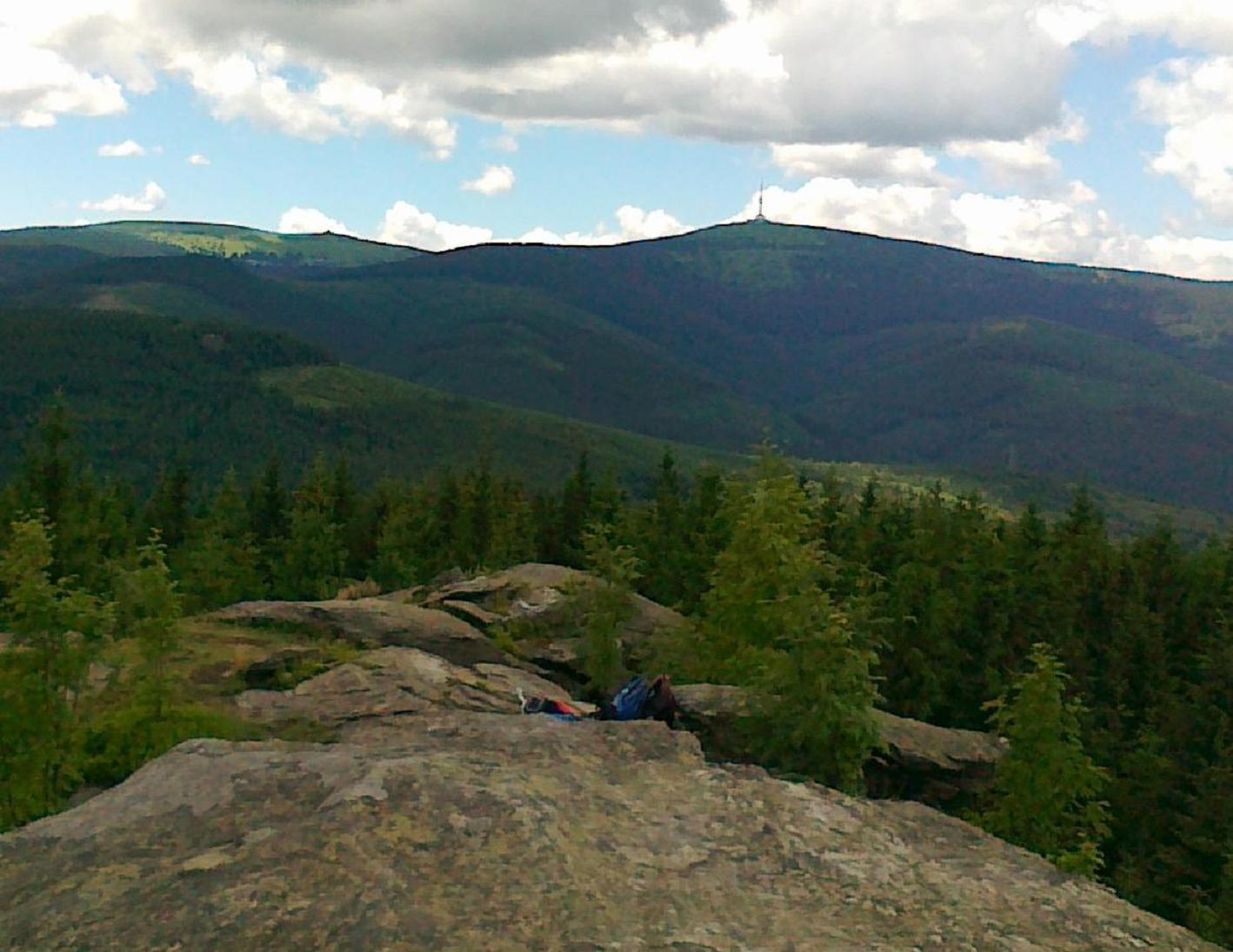
Widok ze skaliska szczytowego góry Žárový vrch w kierunku szczytów Vysoká hole, Petrovy kameny, Praděd–V i Pradziad (poniżej słabo widoczne szczyty gór Ostrý vrch, Prostřední vrch i Sokol, jeszcze poniżej Lyra i Bučina) (2016 rok)

Na szczyt nie prowadzi żaden szlak turystyczny. Przez połać szczytową przechodzi grzbietowa ścieżka główna, biegnąca od przełęczy w kierunku szczytu Lyra do drugorzędnego szczytu Žárový vrch–SV oraz dalej do szczytu Plošina, oznakowana dwoma białymi poziomymi paskami. Szczyt jest skaliskiem, znajdującym się na grupie skalnej o poziomych wymiarach (76 × 24) m, otoczonej wokół borem świerkowym oraz pokrytej bardzo popularną rośliną występującą niemalże na całym obszarze Wysokiego Jesionika, a mianowicie borówką czarną. Skalisko szczytowe jest punktem widokowym, z którego roztaczają się malownicze perspektywy m.in. w kierunku szczytów: Pradziad, Vysoká hole czy Petrovy kameny oraz szczytów m.in. mikroregionu Wysokiego Jesionika o nazwie Masyw Keprníka (cz. Keprnická hornatina). Na połaci szczytowej znajduje się główny punkt geodezyjny, oznaczony na mapach geodezyjnych numerem (14.) . Państwowy urząd geodezyjny o nazwie (cz. Český úřad zeměměřický a katastrální (CÚZK)) w Pradze podaje jako najwyższy punkt góry – szczyt – o wysokości 1100,9 m n.p.m. i współrzędnych geograficznych (50°06′31,9″N 17°18′39,3″E/50,108861 17,310917). 
Dojście do skaliska szczytowego następuje z zielonego szlaku rowerowego  oraz skrzyżowania turystycznego o nazwie (cz. Sedlová bouda), skąd biegnie grzbietowa ścieżka główna (oznakowana dwoma poziomymi białymi paskami), którą należy przebyć odcinek o długości około 970 m, wyznaczona w przecince (niemalże w linii prostej) od przełęczy w kierunku szczytu Lyra.

### Szczyty drugorzędne
Žárový vrch jest górą o poczwórnym szczycie. W całym masywie góry, poza szczytem głównym można wyróżnić trzy niższe szczyty drugorzędne.

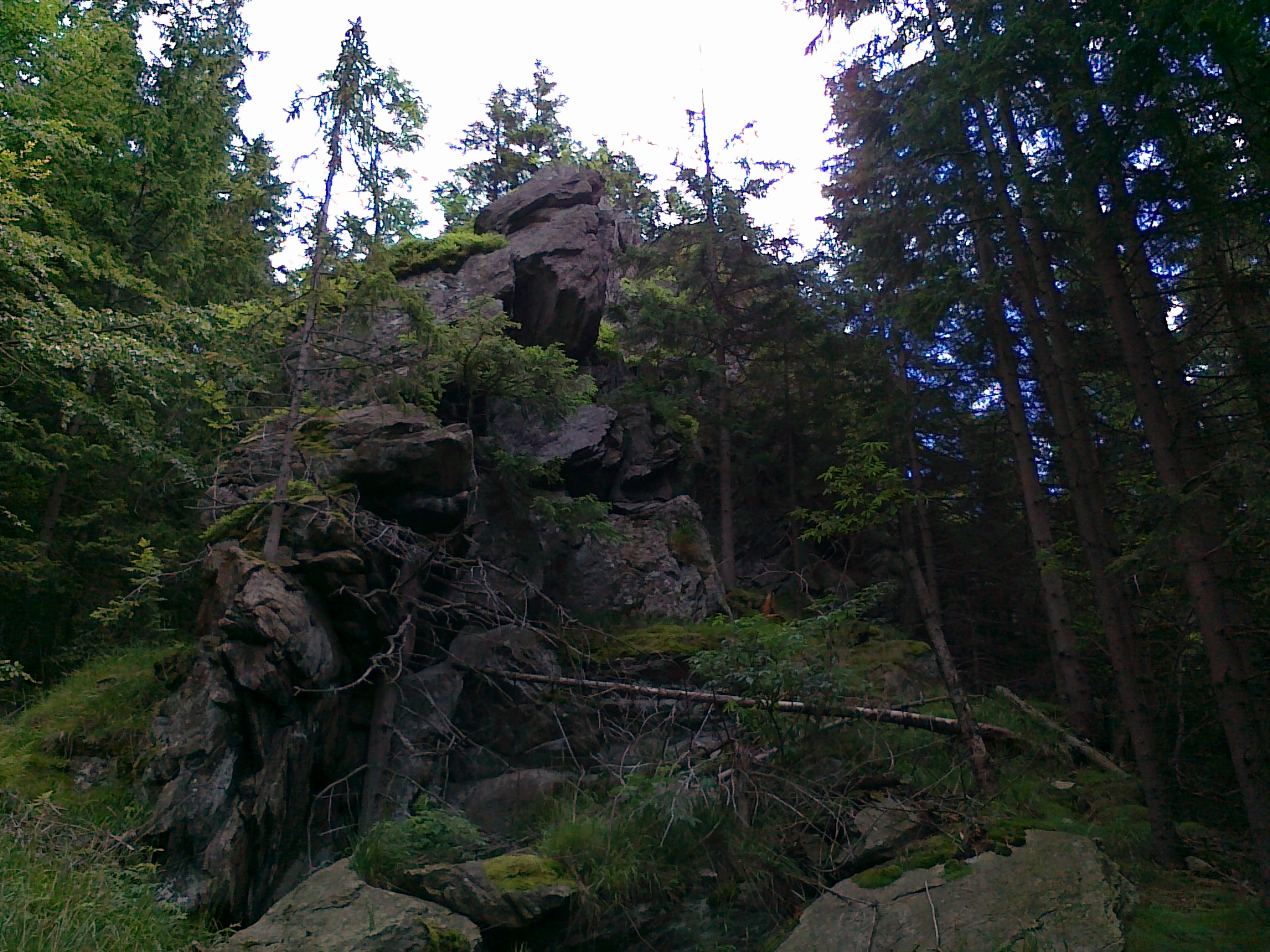
Skalisko drugorzędnego szczytu o nazwie Žárový vrch–JZ (2016 rok)

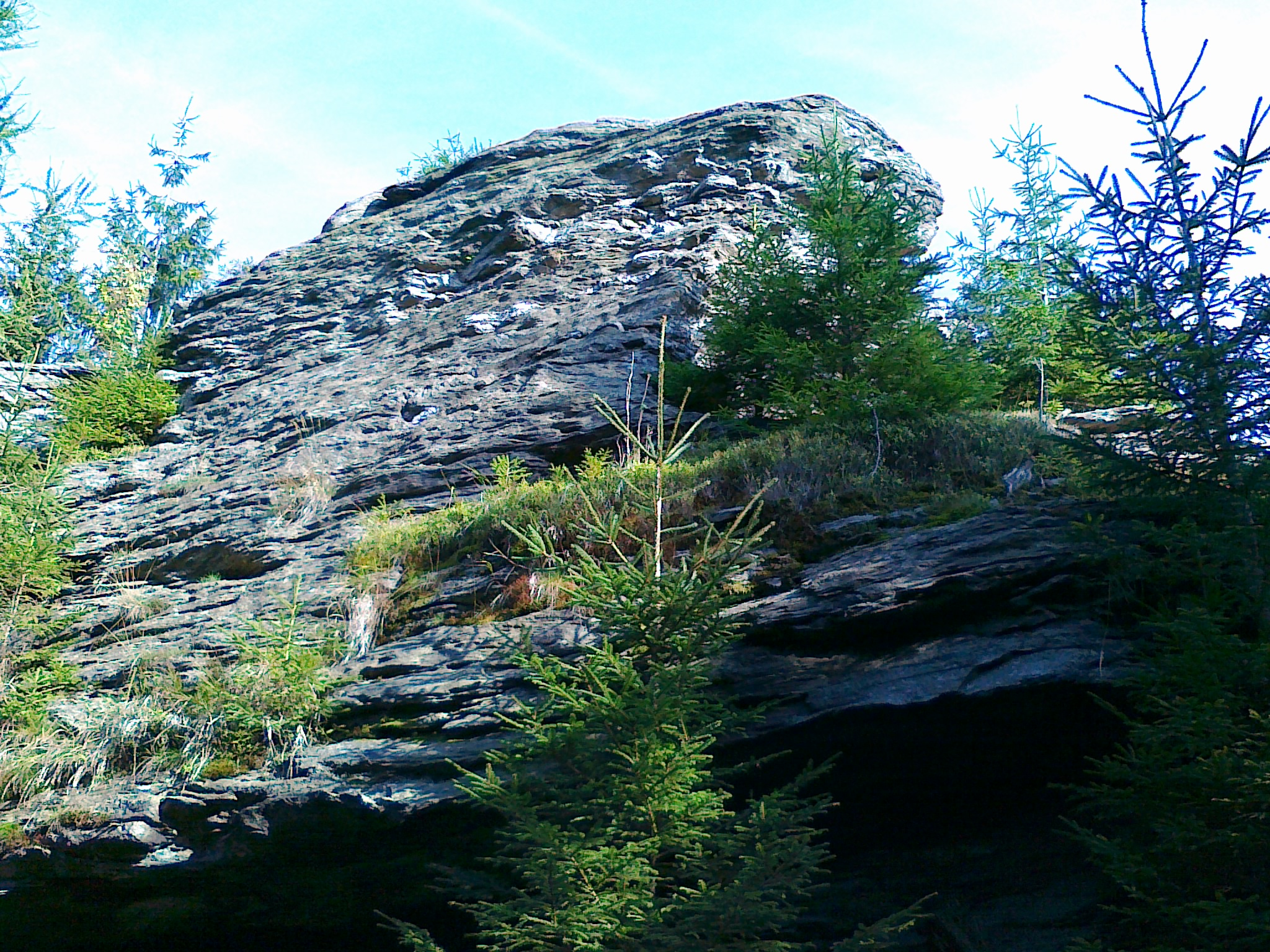
Skalisko drugorzędnego szczytu o nazwie Žárový vrch–SV (2018 rok)

| Szczyty drugorzędne góry Žárový vrch |                |                   |                                 |                                               |  |
| Lp.                                  | Szczyt         | Wysokość m n.p.m. | Odległość od szczytu głównego m | Współrzędne geograficzne                      |  |
| 1                                    | Žárový vrch–SZ | 1047              | 410 na północny zachód          | 50°06′36,2″N 17°18′19,6″E/50,110056 17,305444 |  |
| 2                                    | Žárový vrch–SV | 1045              | 850 na północny wschód          | 50°06′55,1″N 17°19′04,0″E/50,115306 17,317778 |  |
| 3                                    | Žárový vrch–JZ | 1012              | 610 na południowy zachód        | 50°06′15,9″N 17°18′19,6″E/50,104417 17,305444 |  |

### Punkty geodezyjne

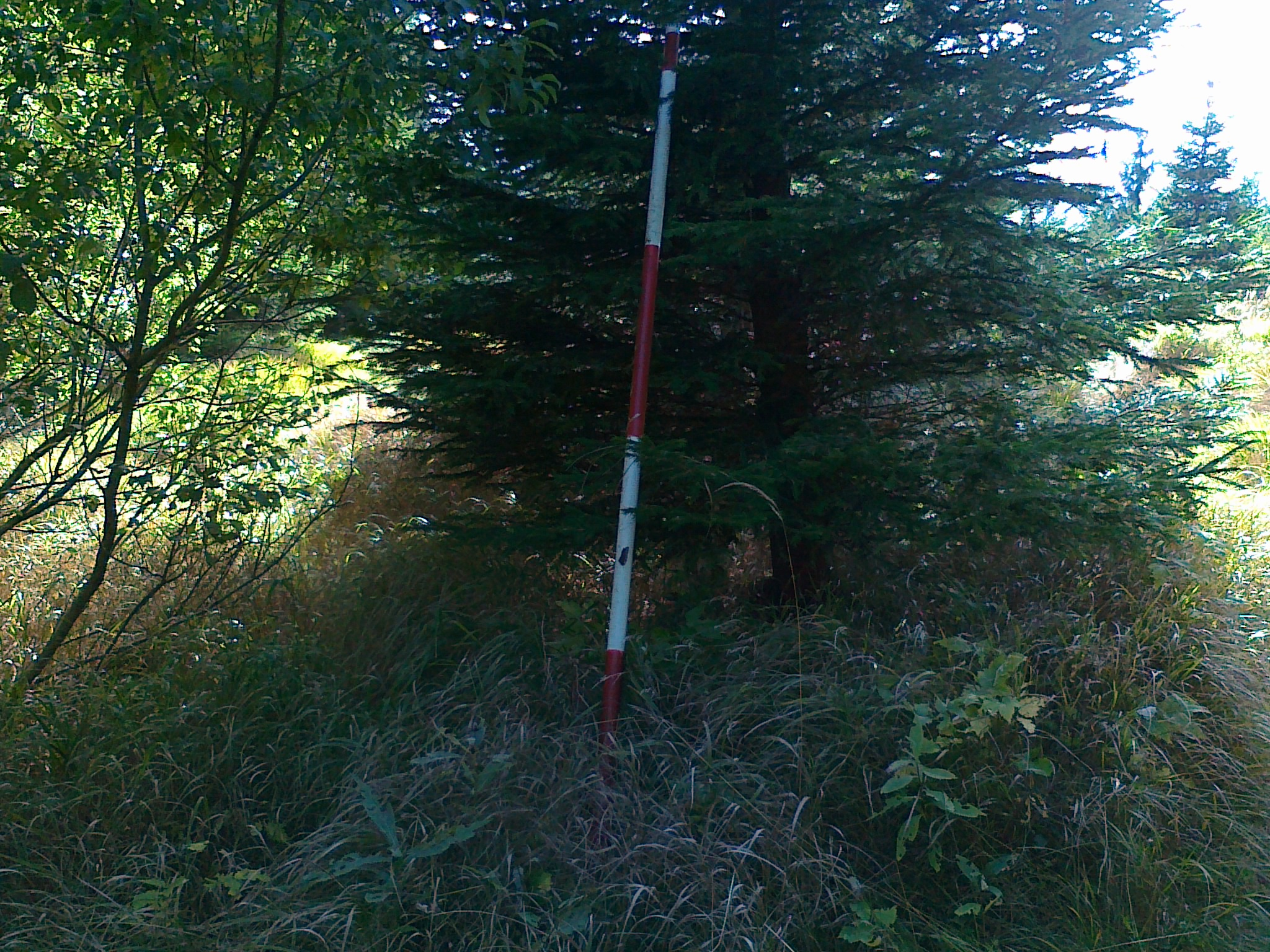
Punkt geodezyjny nr (14.) przy skalisku szczytowym góry Žárový vrch (2018 rok)

Na połaci szczytowej znajdują się dwa punkty geodezyjne. Główny punkt geodezyjny, który jest podawany często na mapach jako główny szczyt góry, ma ułamany stalowy słupek, położony przy nim . Drugi punkt geodezyjny położony jest nieco dalej przy grzbietowej ścieżce głównej . Pozostałe dwa drugorzędne punkty geodezyjne usytuowane są na stoku wschodnim blisko drogi o nazwie (cz. Do Brantlochu) .
| Punkty geodezyjne góry Žárový vrch |                  |                   |                                 |                                                 |
| Lp.                                | Punkt geodezyjny | Wysokość m n.p.m. | Odległość od szczytu głównego m | Współrzędne geograficzne                        |
| 1                                  | 14               | 1093,82           | 25 na południowy wschód         | 50°06′31,51″N 17°18′40,37″E/50,108753 17,311214 |
| 2                                  | 14.1             | 1094,50           | 90 na północny wschód           | 50°06′32,98″N 17°18′43,21″E/50,109161 17,312003 |
| 3                                  | 17               | 815,44            | 1590 na południowy wschód       | 50°05′59,84″N 17°19′41,26″E/50,099956 17,328128 |
| 4                                  | 17.1             | 807,94            | 1430 na południowy wschód       | 50°06′06,13″N 17°19′38,87″E/50,101703 17,327464 |

### Geologia
Pod względem geologicznym masyw góry Žárový vrch należy do jednostki określanej jako kopuła Desny i zbudowany jest ze skał metamorficznych, głównie: blasto-mylonitów (biotytów, chlorytów i muskowitów), skał magmowych, głównie meta-granitoidów oraz skał osadowych, głównie: meta-aleurytów. Na stokach występują tzw. terasy krioplanacyjne, ukształtowane w mroźnym klimacie peryglacjalnym.

### Wody
Grzbiet główny (grzebień) góry Pradziad, biegnący od przełęczy Skřítek do przełęczy Červenohorské sedlo oraz dalej do przełęczy Ramzovskiej (cz. Ramzovské sedlo) jest częścią granicy Wielkiego Europejskiego Działu Wodnego, dzielącej zlewiska Morza Bałtyckiego i Morza Czarnego . 
Szczyty wraz ze stokami góry Žárový vrch położone są na północny wschód od tej granicy, należą więc do zlewni Morza Bałtyckiego, do którego płyną wody m.in. z dorzecza rzeki Odry, będącej przedłużeniem płynących z tej części Wysokiego Jesionika górskich potoków (m.in. płynących w pobliżu góry potoków o nazwie Biała Opawa czy Środkowa Opawa). Ze stoków biorą swój początek krótkie, nienazwane potoki, będące dopływami wspomnianych wcześniej potoków Biała Opawa i Środkowa Opawa. Większość źródlisk płynących ze stoków potoków znajduje się na obszarach bagiennych. Z uwagi na stosunkowo łagodne nachylenia stoków, w obrębie góry nie występują m.in. wodospady czy kaskady.

#### Źródła
Na stokach występują liczne źródła.
| Źródła na stokach góry Žárový vrch |                     |                        |                               |                                           |
| Lp.                                | Źródło (oznaczenie) | Odległość od szczytu m | Wysokość bezwzględna m n.p.m. | Współrzędne geograficzne                  |
| 1                                  | Studánka (3665)     | 920 na północ          | 890                           | 50°07′01″N 17°18′40″E/50,116944 17,311111 |
| 2                                  | Studánka (5797)     | 960 na wschód          | 878                           | 50°06′33″N 17°19′27″E/50,109167 17,324167 |
| 3                                  | Studánka Živá voda  | 1860 na północ         | 640                           | 50°07′31″N 17°18′36″E/50,125278 17,310000 |

## Ochrona przyrody
Cała góra znajduje się w obrębie wydzielonego obszaru objętego ochroną o nazwie Obszar Chronionego Krajobrazu Jesioniki, a utworzonego w celu ochrony utworów skalnych, ziemnych i roślinnych oraz rzadkich gatunków zwierząt, ze znajdującym się w nim, w części stoku zachodniego góry rezerwatu przyrody Jelení bučina.
Poza obszarem rezerwatu przyrody Jelení bučina, na krótkich odcinkach stoku wschodniego góry oraz u podnóża góry, drogą nr 445 wytyczono 26,5 km długości ścieżkę dydaktyczną o nazwie (cz. Naučná stezka Muzeum Wide Web) o następującym przebiegu:
 Malá Morávka – Karlovice (z 17 stanowiskami obserwacyjnymi na trasie)
Ponadto u podnóża stoku wschodniego, w odległości około 2,2 km na południowy wschód od szczytu, na wysokości około 650 m n.p.m., niedaleko drogi nr 445 znajduje się stary jesion wyniosły, który został w 2000 roku uznany za pamiątkowy o nazwie (cz. Jasan v bývalém areálu Jitřenka) o wysokości około 27 m i obwodzie pnia 412 cm.

### Rezerwat przyrody Jelení bučina

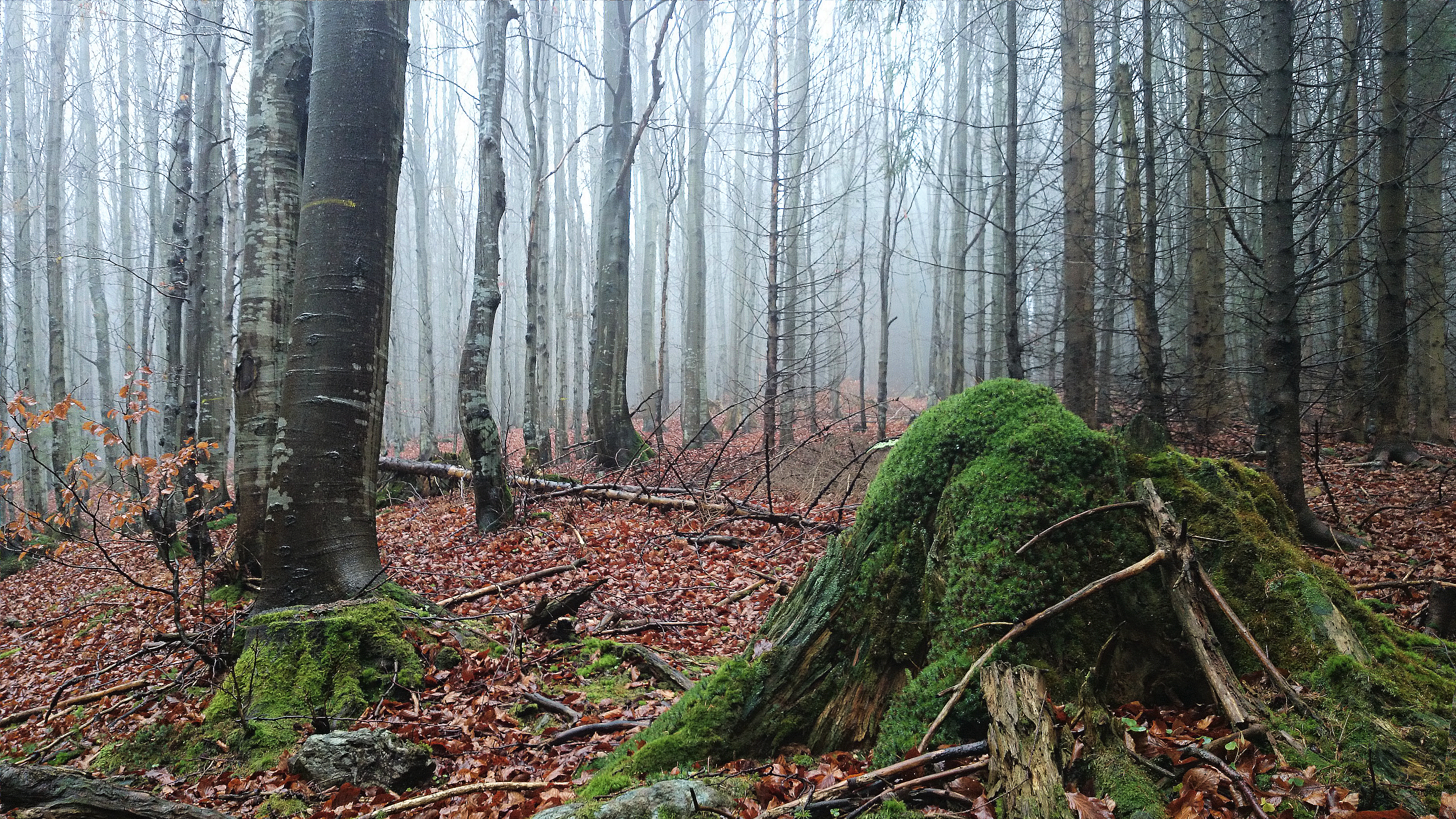
Widok na rezerwat przyrody Jelení bučina (2014 rok)

Rezerwat przyrody Jelení bučina (cz. Přírodní rezervace Jelení bučina) położony jest na wysokościach (712–930) m n.p.m. stoku góry i rozciąga się od doliny potoku Środkowa Opawa ku drodze (cz. Zámecká cesta) oraz ma powierzchnię 45,84 ha i 14,07 ha (dodatkowo) 50 metrowego pasma otuliny strefy ochronnej.
Rezerwat jest położony w odległości około 5 km na północny wschód od szczytu góry Pradziad i około 800 m na zachód od szczytu głównego góry Žárový vrch. Rezerwat został utworzony 14 grudnia 1990 roku w celu ochrony pierwotnego lasu mieszanego o dominującym drzewostanie bukowym oraz jego otoczenia flory i fauny. Na obszarze rezerwatu występuje szereg głazów i skalisk. Przez rezerwat nie poprowadzono żadnego szlaku turystycznego ani żadnej ścieżki dydaktycznej. Przebiega przez jego obszar m.in. ścieżka od drogi Zámecká cesta.

## Turystyka
Na górze Žárový vrch nie ma żadnego schroniska turystycznego lub hotelu górskiego. Do najbliższej miejscowości Ludvíkov z bazą pensjonatów jest od szczytu około 2,2 km w kierunku wschodnim, a do najbliższej osady Vidly z hotelem górskim Vidly jest od szczytu około 3 km w kierunku południowo-zachodnim. Ponadto około 4 km w kierunku północno-wschodnim do miejscowości Vrbno pod Pradědem z bazą hoteli i pensjonatów, jak również około 4 km w kierunku południowym do miejscowości uzdrowiskowej Karlova Studánka. Natomiast do bazy turystycznej wokół góry Pradziad jest od szczytu około 6,5 km w kierunku południowo-zachodnim, gdzie położone są następujące hotele górskie i schroniska turystyczne:
- na wieży Pradziad: hotel Praděd oraz na stoku góry Pradziad hotele górskie: Kurzovní chata i schronisko Barborka
- na stoku góry Petrovy kameny hotele górskie: Ovčárna i Figura oraz schronisko Sabinka

Kluczowym punktem turystycznym jest oddalone o około 980 m na południowy zachód od szczytu skrzyżowanie turystyczne (cz. Sedlová bouda) z podaną na tablicy informacyjnej wysokością 950 m, przez które przechodzi szlak rowerowy oraz trasy narciarstwa biegowego.

### Chaty łowieckie
Na stokach góry położone są trzy chaty, ale nie mają one charakteru typowych schronisk turystycznych, zalicza się je do tzw. chat łowieckich. Dojście do nich następuje z drogi o nazwie Zámecká cesta, bowiem wszystkie położone są w jej pobliżu.

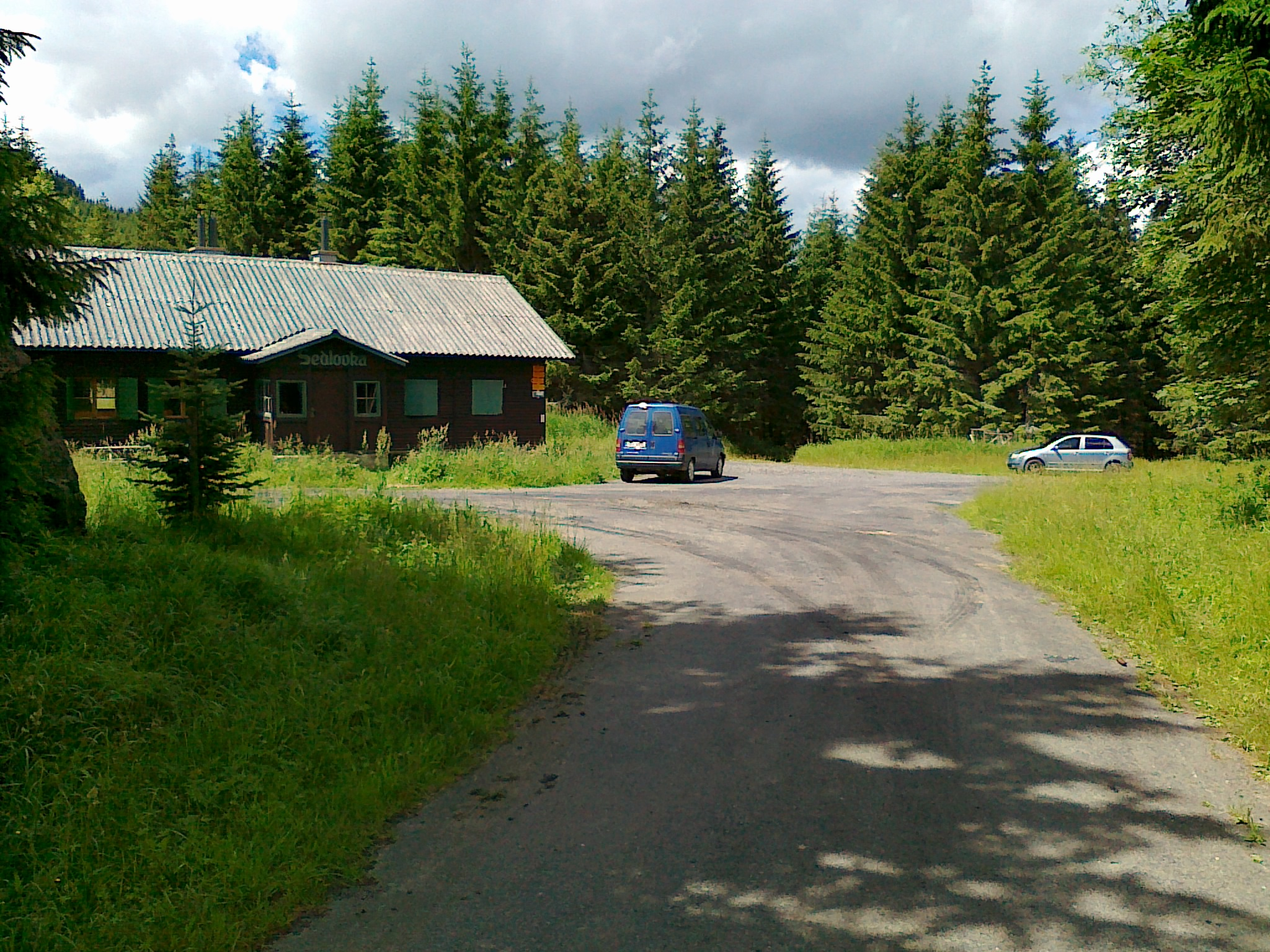
Widok na przełęcz pomiędzy górami Lyra i Žárový vrch oraz chatę Sedlovka (2016 rok)

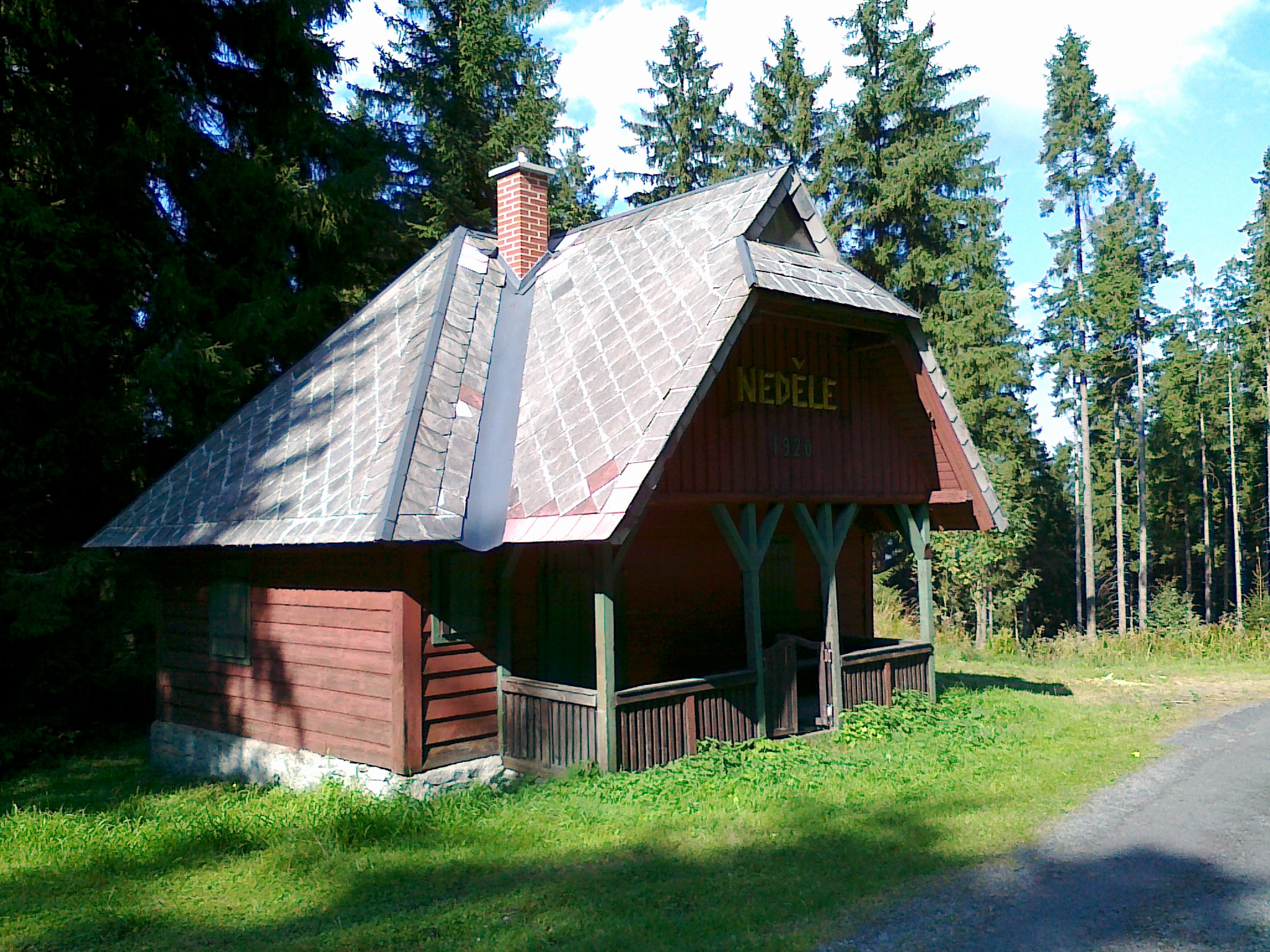
Chata Neděle (2018 rok)

| Chaty na stokach góry Žárový vrch |                          |                          |                                                                       |                                               |
| Lp.                               | Chata                    | Odległość od szczytu m   | Lokalizacja                                                           | Współrzędne geograficzne                      |
| 1                                 | Chata Neděle             | 1110 na północ           | stok drugorzędnego szczytu Žárový vrch–SV przy drodze Zámecká cesta   | 50°07′07,4″N 17°18′46,1″E/50,118722 17,312806 |
| 2                                 | Pytlácká chata           | 830 na północny zachód   | stok drugorzędnego szczytu Žárový vrch–SZ, blisko drogi Zámecká cesta | 50°06′42,2″N 17°18′00,4″E/50,111722 17,300111 |
| 3                                 | Sedlová chata (Sedlovka) | 990 na południowy zachód | przy skrzyżowaniu turystycznym Sedlová bouda                          | 50°06′08,0″N 17°18′05,5″E/50,102222 17,301528 |

### Szlaki turystyczne
Klub Czeskich Turystów (cz. Klub Českých Turistů) nie wytyczył w obrębie góry żadnego szlaku turystycznego. Pomimo tego okolice góry są miejscem do ciekawego spędzenie wolnego czasu dla miłośników górskich wędrówek i letnich zbieraczy borówek czarnych. Polecanym miejscem jest również oddalony o około 3 km na południe od szczytu, skalisko Rolandův kámen z drewnianym krzyżem na wierzchołku.

### Szlaki rowerowe
Przez stoki oraz drogą nr 445 poprowadzono dwa szlaki rowerowe na trasach:
 Vrbno pod Pradědem – góra Zámecká hora – góra Plošina – góra Žárový vrch–SV – góra Žárový vrch – góra Lyra – góra Lyra–J – przełęcz Kóta
 (nr 553) Drakov – Vrbno pod Pradědem – Ludvíkov – Karlova Studánka – przełęcz Hvězda – Malá Morávka – Dolní Moravice – góra Harrachovský kopec – Rýmařov

### Trasy narciarskie
W okresach ośnieżenia można skorzystać z wytyczonej przez górę trasy narciarstwa biegowego:
 Karlova Studánka – Skalnatý vrch – góra Lyra – góra Žárový vrch – góra Plošina – góra Zámecká hora – Vrbno pod Pradědem
W obrębie góry nie poprowadzono żadnej trasy narciarstwa zjazdowego.